# Lockheed D-21/M-21
Il Lockheed D-21 fu un aeromobile a pilotaggio remoto (APR) da ricognizione dell'aeronautica militare degli Stati Uniti con velocità massima nell'ordine dei Mach 3, che era stato progettato per operare su aree con una forte difesa antiaerea.
Sviluppato a partire dai primi anni sessanta, ne era previsto il lancio da un aereo-vettore (prima un Lockheed A-12 modificato, poi un Boeing B-52). Tuttavia, a causa di problemi tecnici e degli scarsissimi risultati ottenuti, nonché dello sviluppo dei satelliti da osservazione, il programma venne interrotto nel 1971.

## Le origini
La necessità, per l'USAF, di disporre di un aereo da ricognizione ad altissime prestazioni emerse nel 1960, in seguito all'abbattimento di un Lockheed U-2 in Unione Sovietica. Questo requisito si concretizzò con il Lockheed A-12, da cui sarebbe poi derivato l'SR-71 Blackbird.

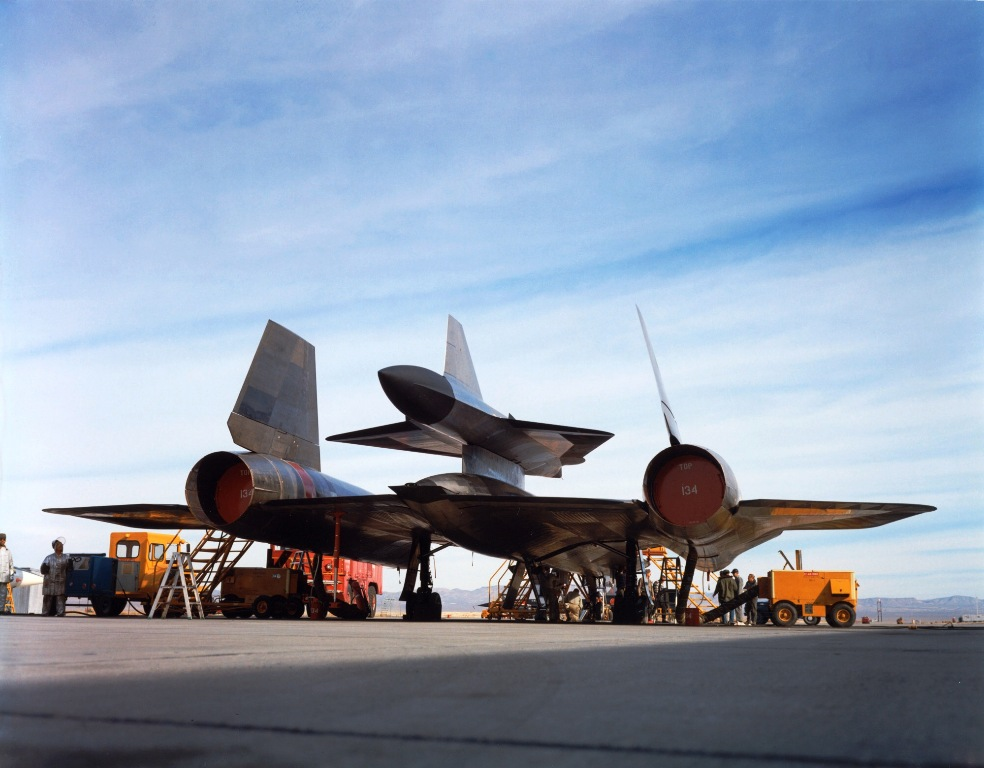
Vista dal retro di un M-21 con un D-21A.

Tuttavia, lo stesso progettista della Lockheed, Kelly Johnson, propose anche un drone “a perdere”, con una velocità elevatissima e difficile da abbattere. Lo scopo era avere un aereo in grado di penetrare in zone particolarmente difese, svolgendo missioni da ricognizione fotografica strategica ad alto rischio. Tutto questo era già stato teorizzato in uno studio precedente, che aveva preso il nome di L-171.
Tuttavia, l'A-12, allora in fase di sviluppo, era troppo grande e complesso per essere utilizzato come drone e si decise che la tecnologia sarebbe stata utilizzata per un aereo di dimensioni inferiori. Quindi, mediante un apposito fondo speciale per i “Black Projects”, nell'ottobre 1962 l'USAF finanziò gli studi per un drone che avrebbe dovuto avere una struttura di base simile a quella dell'A-12. Il progetto relativo a tale velivolo, chiamato Q-12, vide la luce nell'ottobre 1963.

## Tecnica
La struttura del Q-12 era molto simile a quella del Lockheed A-12, sul progetto del quale era ampiamente basato. Il drone era motorizzato con uno statoreattore Marquardt XRJ43-MA-20S-4 da 680 kg di spinta. Considerando il tipo di propulsione, era necessario disporre di un aereo-vettore con una velocità particolarmente elevata. L'aereo in questione sarebbe stato l'A-12.
Per svolgere la sua missione da ricognizione, il Q-12 imbarcava una singola fotocamera ad alta risoluzione. Visto che si trattava di un aereo a perdere, si pose il problema del recupero. Tale problema fu risolto sistemando l'attrezzatura da ricognizione in una capsula. Finita la missione, il drone avrebbe dovuto raggiungere un'area “amica” e qui sganciare la capsula con le informazioni raccolte. Il drone si sarebbe distrutto, mentre la capsula sarebbe stata recuperata al volo da un HC-130, oppure in mare (come successivamente si tentò di fare).

## Il programma Tagboard
Verso la fine del 1963, il programma ricevette il nome di Tagboard. Il drone fu ridisegnato D-21, mentre l'A-12 da usare come vettore ricevette il nome di M-21. I due nomi non erano casuali: infatti, D stava per daughter (figlia), mentre M era per mother (madre).
Gli A-12 scelti per essere utilizzati come vettori del D-21 erano due. Nello specifico, si trattava di quelli con le matricole militari 60-6940 e 60-6941, che furono sottoposti ad alcune modifiche. Infatti, per sistemare il drone fu necessario montare un pilone, che fu sistemato al centro della fusoliera, tra i piani di coda. Il D-21 era posizionato con il muso rivolto verso l'alto. Inoltre, nel posto del navigatore, venne aggiunto un periscopio per permettere l'osservazione del drone. Inizialmente furono ordinati sette D-21, in modo da poter procedere ai lanci di prova.

### Le prove in volo
La combinazione M-21/D-21 volò per la prima volta il 22 dicembre 1964, ed i test proseguirono fino al 1965. I primi voli (senza lancio del drone) mostrarono la necessità di approntare alcune modifiche alla struttura del D-21. Infatti, fu necessario rimuoverne alcune parti, visto che se si superavano i Mach 3 si rischiava di danneggiare l'aereo.

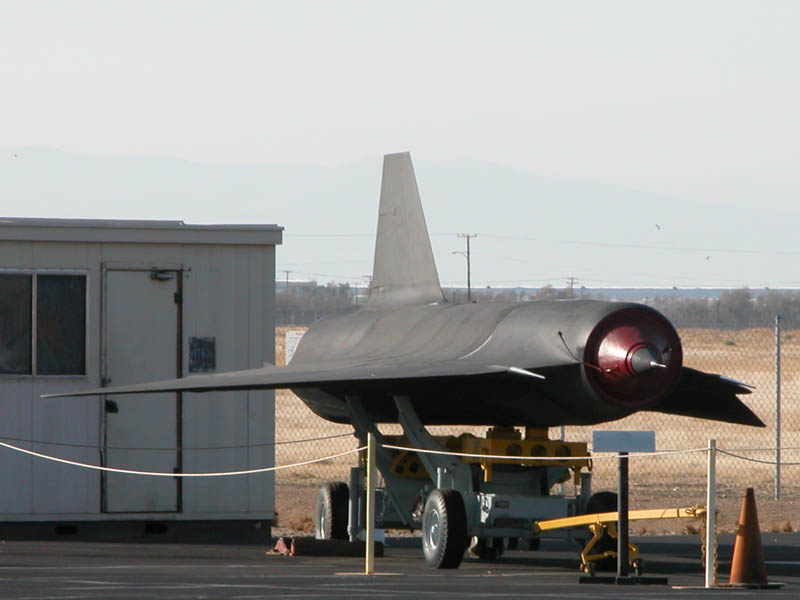
Drone D-21

Complessivamente, furono effettuati quattro lanci di un D-21 da un M-21, tutti tra il marzo ed il luglio 1966.
- Primo lancio: 5 marzo 1966. La fase di distacco tra l'aereo-madre e il drone, che era potenzialmente molto pericolosa, si svolse con successo. Tuttavia, il D-21 si schiantò dopo alcune centinaia di chilometri.
- Secondo lancio: 27 aprile 1966. Il drone raggiunse una quota di 27.400 metri e una velocità di Mach 3.3, ma precipitò per un problema tecnico dopo 2.200 km. Tuttavia, considerando la complessità del programma ed il fatto che si trattava del secondo volo, fu valutato un risultato di tutto rilievo che rinnovò l'interesse dei responsabili.
- Terzo lancio: 16 giugno 1966. I risultati furono decisamente migliori, visto che il D-21 completò la missione, raggiungendo anche i valori di autonomia previsti. Tuttavia, lo sgancio della capsula non avvenne a causa di un problema tecnico.
- Quarto lancio: il 30 luglio 1966. Il D-21 subito dopo il lancio, appena staccatosi dal dorso dell'aereo madre, puntò il muso verso di esso e lo investì in pieno. Il pilota Bill Park riuscì ad eiettarsi e si salvò, ma il navigatore Ray Torick perse la vita.

Quello del 30 luglio fu l'ultimo lancio da un M-21. Il fatto che la manovra di sganciamento fosse molto pericolosa era emerso già dopo il primo lancio, quando lo stesso Clarence Johnson propose di utilizzare un B-52 modificato. In seguito al mortale incidente si decise di cambiare vettore.

## Il programma Senior Bowl
Il programma riguardante il lancio di un D-21 da un B-52 prese il nome di "Senior Bowl". Tuttavia, fu necessario approntare alcune modifiche al drone, visto che la velocità dell'aero-vettore era troppo bassa per permettere il funzionamento dello statoreattore. Il problema fu risolto modificando il D-21 con l'aggiunta di un booster a propellente solido lungo 13,5 metri e pesante 6.025 kg, con una spinta di 12.380 kg. Il drone così modificato prese il nome di D-21B (la versione precedente, quindi, venne chiamata D-21A).

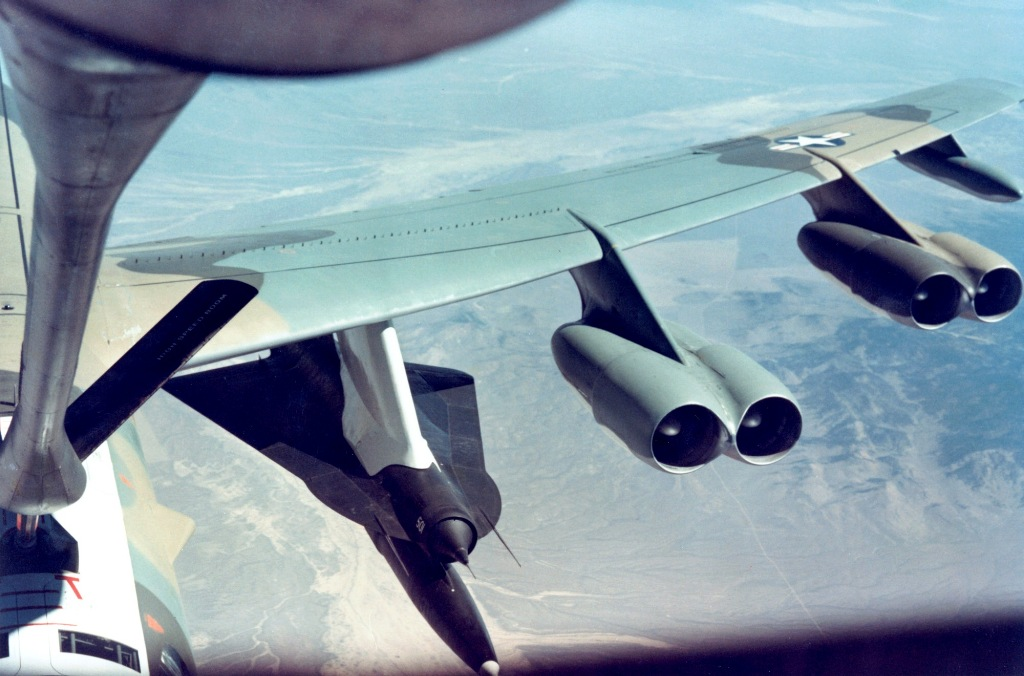
Un D-21B agganciato sotto l'ala di un B-52.

Per i lanci, furono predisposti due B-52, che erano in grado (almeno in teoria) di lanciare due D-21 contemporaneamente. I droni venivano portati agganciati sotto le ali.

### Le prove in volo
I test di volo del D-21 lanciato dal B-52 iniziarono nel settembre 1967 e proseguirono fino al luglio 1969. Complessivamente, si trattò di dodici lanci, molti dei quali falliti.
- 28 settembre 1967: primo tentativo di lancio. Si trattò di un fallimento completo, perché il drone si sganciò prima del previsto e precipitò al suolo. Inoltre, il booster prese fuoco.
- Novembre 1967 – gennaio 1968: tre lanci falliti. Kelly Johnson ordinò al suo team di provvedere alle necessarie modifiche.
- 30 aprile 1968: lancio fallito. Gli ingegneri della Lockheed furono nuovamente costretti a rimettere le mani sul progetto del D-21.
- 16 giugno 1968: lancio riuscito. Per la prima volta, il D-21 svolse la sua missione senza imprevisti, rispettando tutti i valori previsti di altitudine, autonomia e velocità. L'unica parte del piano di volo che non fu verificata fu l'ultima, perché si era deciso di non mettere a bordo la capsula con la fotocamera.
- Luglio – dicembre 1968: si svolsero altri due lanci, entrambi falliti.
- Dicembre 1968: lancio riuscito.
- Febbraio 1969: lancio fallito. Questo fu eseguito presso le Hawaii, con tutte le apparecchiature di missione imbarcate.
- Maggio 1969: lancio riuscito.
- Luglio 1969: lancio riuscito.

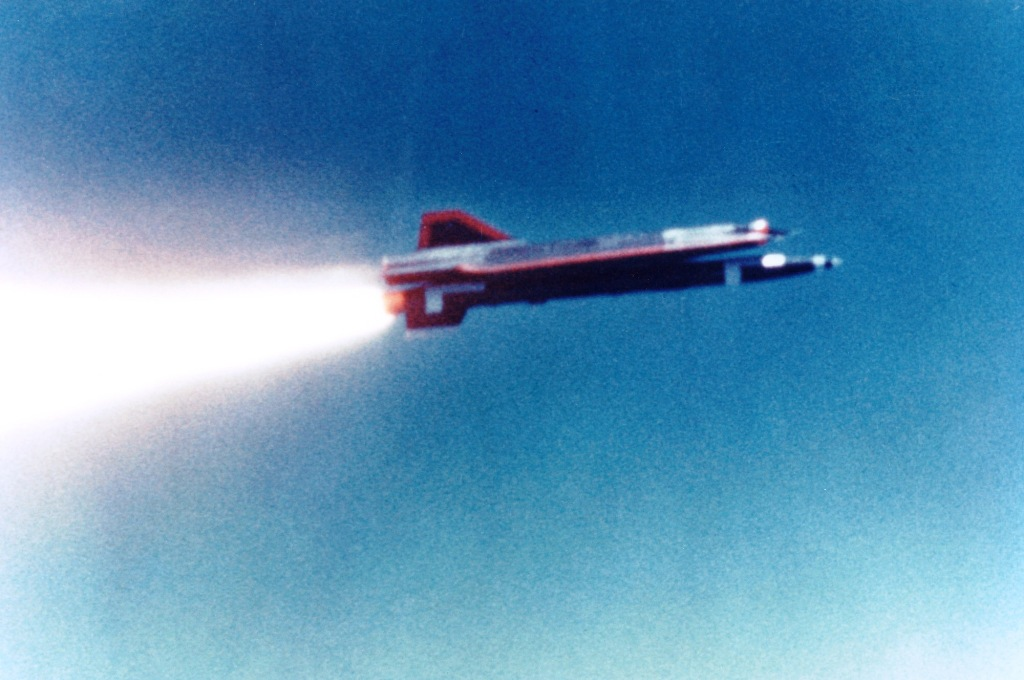
Un D-21B dopo il lancio da un B-52, con il booster acceso.

I responsabili, considerando i risultati positivi conseguiti con gli ultimi due lanci, decisero quindi di passare alla fase operativa.

### L'attività operativa
Il D-21 fu utilizzato per spiare il poligono nucleare cinese di Lop Nor, sul quale vi erano pochissime informazioni. Complessivamente, furono condotte quattro missioni operative.
- 9 novembre 1969: il drone 517 scomparve. Negli anni novanta, in occasione di una visita in Russia di Ben Rich (successore di  Clarence Kelly Johnson agli Skunk Works), i russi consegnarono agli americani alcune parti di un D-21. Fu così chiaro che si era schiantato in Siberia e che non era mai giunto in Cina. In questa occasione, si venne anche a sapere che l'ufficio tecnico Tupolev aveva tentato di realizzare una copia che avrebbe dovuto avere il nome di Voron (cornacchia), ma essa non fu mai costruita.

In seguito al fallimento, si decise di compiere un ulteriore volo di prova. Questo ebbe luogo il 20 febbraio 1970 e fu coronato da successo.
- 16 dicembre 1970: il drone 523 funzionò come previsto, ma a causa di un malfunzionamento del paracadute, la capsula precipitò e si distrusse nell'impatto con il suolo.
- 4 marzo 1971: il drone 526 funzionò come previsto, ed anche il paracadute si aprì. Purtroppo, la nave incaricata del recupero speronò per errore la capsula, che affondò.
- 20 marzo 1971: il drone 527 sparì senza lasciare traccia. Non è noto se la perdita sia stata causata da un guasto tecnico o da un missile antiaereo. Si trattò dell'ultimo lancio di un D-21.

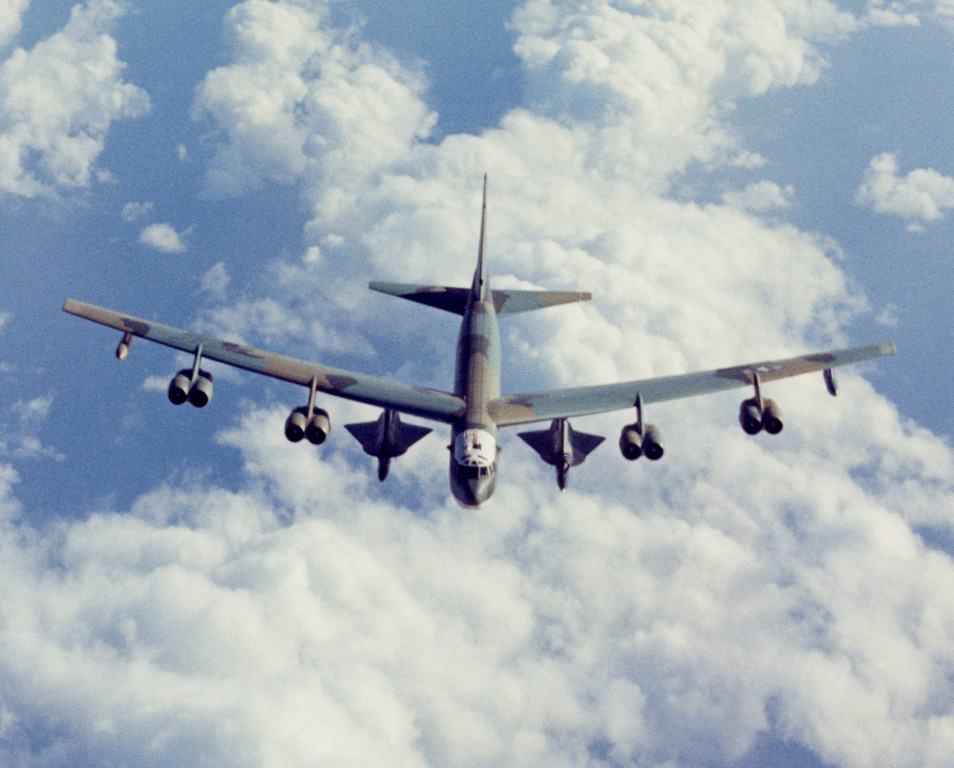
Un B-52 con due D-21B sotto le ali.

## La fine del programma
Il programma relativo al D-21 venne sospeso nel luglio 1971, a causa della bassa percentuale di successi. Inoltre, i progressi nel campo dei satelliti da ricognizione resero sostanzialmente inutile un sistema d'arma di questo tipo.
I D-21 superstiti furono ridisegnati GTD-21B e sistemati in un magazzino presso la Davis-Monthan Air Force Base, nei pressi di Tucson. In seguito, quattro esemplari vennero consegnati alla NASA, la quale, alla fine degli anni novanta, considerò di utilizzarli per lo sviluppo di un sistema di propulsione; tuttavia abbandonò tale proposito e preferì affidarsi a una versione dell'X-43.
Gli altri D-21 rimasti furono ceduti a musei. Oggi ne esistono ancora otto.